# Thure Björkman
Thure Valter Eugen Björkman, född 23 september 1895 i Sandby församling i Kalmar län, död 4 februari 1989 i Bromma församling i Stockholms län, var en svensk jordbruksexpert.
Björkman avlade agronomexamen vid Alnarps lantbruksinstitut 1919, filosofie kandidat-examen 1921 och filosofie licentiat-examen 1928. Han var förvaltarassistent vid Alnarps lantbruksinstitut 1919–1920, förste amanuens i Lantbruksstyrelsen 1922–1925, var sekreterare i Örebro läns hushållningssällskap 1925–1928 och Kungliga Lantbruksakademiens sekreterare med professors titel 1928–1943. Åren 1943–1958 var Björkman verkställande direktör för Svenska jordbrukskreditkassan.
Thure Björkman invaldes 1928 som ledamot av Kungliga Lantbruksakademien. Han var även styrelseordförande i Statens lantbrukskemiska kontrollanstalt 1939–1965, sekreterare i kommittén för den lägre lantbruksundervisningens ordnande 1927 och var Sveriges representant i Internationella lantbruksinstitutet i Roms ständiga kommitté 1931–1943. Björkman har utgett Örebro läns hushållningssällskap 1903–1928 (1928).
Thure Björkman är gravsatt på Bromma kyrkogård.